# Michel Bréal
Michel Bréal (francês: [miʃɛl bʁeal]; Landau, 26 de março de 1832 — Paris, 25 de novembro de 1915) foi um filólogo francês, frequentemente citado como o fundador da semântica moderna.
Após estudar em Wissembourg, Metz e Paris, ingressou na Escola Normal Superior de Paris em 1852. Em 1857, foi para Berlim estudar sânscrito, ao lado de Franz Bopp e Albrecht Weber. Em 1867, tornou-se professor de gramática comparada no Collège de France.

## Obras
- L' Etude des origines de la religion Zoroastrienne (1862)
- Hercule et Cacus (1863)
- Le Mythe d'œdipe (1864)
- Les Tables Eugubines (1875)
- Mélanges de mythologie et de linguistique (2nd. ed., 1882)
- Leçons de mots (1882, 1886)
- Dictionnaire étymologique Latin (1885)
- Grammaire latine (1890)
- Essai de Sémantique (1897)
- tradução de Comparative Grammar (1866–1874)